# Agnès Letestu
Scènes principales
Opéra national de Paris
Agnès Letestu, née le 1er février 1971 à Saint-Maur en banlieue de Paris, est une danseuse française. Elle est étoile du ballet de l'Opéra de Paris.

## Les débuts
Agnès Letestu commence la danse en 1979, à l'âge de 8 ans, au conservatoire de Saint-Maur, après avoir vu Margot Fonteyn et Rudolf Noureev s'envoler dans une vidéo du Lac des cygnes.

## École de danse
Sur les conseils de son professeur, elle entre à l'école de danse de l'Opéra de Paris en 1983. Claude Bessy, alors directrice, dira d'elle qu'elle était sa meilleure élève. Il va sans dire qu'Agnès Letestu est considérée par Claude Bessy comme la meilleure élève de sa division, parce que selon Claude Bessy Aurélie Dupont aussi était la meilleure de sa classe.

## Dans le ballet de l'Opéra de Paris
En 1987, Agnès Letestu est admise à l'âge de 16 ans dans le corps de ballet de l'Opéra.
Elle est promue coryphée en 1988, sujet en 1989 et première danseuse en 1993 (grâce à une variation imposée tirée de Diane et Actéon, et une variation libre extraite des Mirages de Serge Lifar).
À noter qu'avec sa taille de 1,77 m, elle culmine au-dessus des autres danseuses, qui sont traditionnellement plus petites.
« Quand je suis entrée au ballet, en 1987, l'Opéra Bastille n'existait pas, il y avait moins de spectacles », se rappelle-t-elle quelques décennies plus tard.
« Lorsqu'on débutait, on avait le temps de s'ennuyer ou d'observer. Rudolf Noureïev, alors directeur de la danse, était un despote. On ne parlait pas au tsar, on attendait que le tsar nous adresse la parole… Il m'a fait travailler Gamzatti dans La Bayadère, un rôle d'étoile – que je n'étais pas encore. Je ne me suis pas posé de questions : si Noureïev estimait que j'étais prête, c'est que je l'étais ! »

## Danseuse étoile
Agnès Letestu est nommée danseuse étoile le 31 octobre 1997, à l'issue d'une représentation du Lac des cygnes.
Elle danse des rôles de premier plan depuis des années, et un de ceux qui la marque le plus est celui de Gamzatti dans La Bayadère : elle n'est que sujet lorsque Rudolf Noureev chorégraphie sa propre version, mais il la veut pour ce rôle et se battra pour qu'elle le danse lors des premières représentations.
Agnès Letestu danse comme artiste invitée pour le Ballet du Mariinsky, le Ballet Nacional de Cuba, le Het Nationale Ballet d'Amsterdam, l'English National Ballet, le Tokyo Ballet ou encore pour le Ballet du Teatro Communale de Florence.
Elle fait ses adieux officiels à l'Opéra de Paris le 10 octobre 2013 dans La Dame aux camélias de John Neumeier.
Après ses adieux, Agnès Letestu a dansé à l’Opéra de Paris en tant qu’artiste invitée dans Le Palais de Cristal de George Balanchine et dans la tournée du ballet au Japon pour La Dame aux Camélias de John Neumeier. 
Elle danse également dans des galas à l’étranger ou en France. 
En 2016, elle participe au spectacle Ombre et Lumière de la compagnie Incidence chorégraphique pour lequel elle conçoit également les costumes des chorégraphies de Bruno Bouché et de la pianiste Edna Stern.

## Répertoire
- George Balanchine : Le Fils prodigue (la sirène, la courtisane), Le Palais de cristal, Les Quatre tempéraments, Agon (pas de deux), Capriccio, Violin Concerto, Apollon musagète (Terpsichore), Thème et variations, Sérénade, Joyaux (Diamants), Symphonie en ut, Tchaikovski Pas de Deux, Liebeslieder Walzer
- Patrice Bart : La Petite danseuse de Degas (la Danseuse étoile)
- Maurice Béjart : IXe Symphonie, Webern opus V
- Davide Bombana : La Septième lune
- Carolyn Carlson : Signes
- Jean Coralli et Jules Perrot : Giselle (Giselle, Myrtha, Bathilde, pas de deux des vendangeurs)
- Mats Ek : Giselle (Myrtha/Bathilde), La maison de Bernarda (la sœur aînée)
- William Forsythe : In the Middle Somewhat Elevated, Pas/parts, Woundwork I
- Jean-Claude Gallotta: Les Variations d’Ulysse
- Martha Graham :  Temptations of the Moon
- Jean Grand-Maître:  Eja Mater
- Victor Gsovski : Grand Pas classique
- Jiří Kylián :  Sinfonietta, Stepping Stones, Kaguyahime (Kaguyahime)
- Pierre Lacotte : Paquita (Paquita), La Sylphide (la Sylphide)
- Harald Lander : Études (la Danseuse étoile)
- Daniel Larrieu : Attentat Poétique
- Blanca Li : Shéhérazade
- Serge Lifar :  Suite en blanc (la Cigarette, la Sieste), Les Mirages (l’Ombre)
- José Martinez : Les Enfants du Paradis (Garance)
- Wayne McGregor : Genus
- Léonide Massine :  La Symphonie fantastique (la Fille aux fleurs)
- Agnes de Mille :  Fall River Legend (la Mère)
- José Montalvo :  Le Rire de la lyre
- John Neumeier : La Dame aux camélias (Marguerite Gauthier), La Troisième Symphonie de Gustav Mahler (la femme), Vaslaw, Casse-Noisette, Magnificat
- Bronislava Nijinska : Les Biches (la Fille en Bleu)
- Rudolf Noureev : Le Lac des cygnes (Odette-Odile, Fiancée Espagnole, pas de trois) Don Quichotte (Kitri, la Reine des Dryades), La Bayadère (Nikiya, Gamzatti, une ombre), Roméo et Juliette (Juliette, Rosaline), Raymonda (Raymonda), Cendrillon (Cendrillon), La Belle au bois dormant (Aurore, la Sixième fée,  une pierre précieuse)
- Roland Petit : Le Jeune Homme et la Mort (la Mort), Debussy pour sept danseurs, Rythme de valses, L’Arlésienne, Passacaille
- Angelin Preljocaj : Le Songe de Médée (Médée)
- Jerome Robbins : Glass Pieces, Dances at a Gathering (la Danseuse en Vert), In the Night, The Cage (la Reine)
- Antony Tudor : Jardin aux lilas

## Créatrice de costumes
Agnès Letestu  est aussi créatrice de costumes. Elle a commencé et continué à travailler pour les pièces chorégraphiques et ballets de José Martínez avant d'étendre ses créations à d'autres chorégraphes, d'abord pour le ballet de l'opéra de Paris puis d'autres maisons d'Opéra, comme le Ballet du Rhin, le Wiener Staatsoper ou le ballet de Shanghai.
- 2002 : Mi Favorita, chorégraphie de José Martínez, présenté au spectacle Jeunes Danseurs à l'Opéra de Paris
- 2003 : Delibes Suite  pour l’Opéra de Paris et le San Francisco Ballet
- 2004 : Scaramouche, chorégraphie de  José Martínez pour l’École de danse de l'Opéra national de Paris (en DVD)
- 2004 : Congelado en el tiempo pour le costume de  José Martínez, chorégraphie de Ramon Oller.
- 2005 : Parenthèse 1, chorégraphie de  José Martínez  pour Laetitia Pujol.
- 2006 : Quatre en trois Parties, chorégraphie de Raul Zeummes.
- 2008 : Les Enfants du Paradis, chorégraphie de José Martínez pour le ballet de l'Opéra de Paris (en DVD).
- 2008 : Prélude pour deux danseuses, chorégraphie de Raul Zeummes.
- 2009 : Scarlatti pas de deux, chorégraphie de  José Martínez.
- 2009 : Robe de mariée pour Dorothée Gilbert.
- 2009 : Rigoletto, opéra mis en scène par Francis Perrin pour les Opéras en plein air (en DVD).
- 2010 : Marie-Antoinette, de Patrick de Bana pour le Wiener Staatsoper.
- 2011 : Costumes de Lady Macbeth, de Judith, de Lamentation, et de Cassandre sous les titres respectivement de ...So much blood in him... ; Judith, *Lamentation variation 7; Jean, chapitre 10, verset 9, chorégraphie de Pasqualina Noel.
- 2012 : Sonatas, chorégraphie de  José Martínez pour la Compagnie nationale de danse espagnole (CND- Compañía nacional de Danza).
- 2012 : Goldberg Variations, chorégraphie de Heinz Spoerli pour le Ballet du Rhin.
- 2013 : Windspiel de Patrick de Bana pour le Wiener Staatsoper.
- 2013 : Mephisto, chorégraphie de Raul Zeummes.
- 2013 : Célébration, chorégraphie de Pierre Lacotte pour le ballet de l’Opéra de Paris (en DVD).
- 2014 : Tutu pour la Maison Lejaby.
- 2015 : Closer, chorégraphie de Benjamin Millepied costumes pour Stéphane Bullion et Laura Hecquet.
- 2015 : Echoes of Eternity de Patrick de Bana pour le Ballet de Shanghaï.
- 2016 : Hors de lui et Une voix dans la nuit, chorégraphies de Bruno Bouché.
- 2016 : Costume d'Edna Stern pour le spectacle Ombre et Lumière.
- 2017 : Passacaille, chorégraphie de Bruno Bouché pour son propre costume.

## Répétitrice et enseignante
Agnès Letestu poursuit sa carrière en tant que répétitrice de plusieurs rôles-titres de ballets du répertoire au sein de l'Opéra de Paris. Parmi les danseurs ou duos qu'elle fait répéter, on trouve par exemple Amandine Albisson et Mathieu Ganio, Audric Bezard et Laura Hecquet ou Hannah O'Neill. 
Elle est également chargée des répétitions de ballets de chorégraphes invités du ballet de l'Opéra de Paris comme John Neumeier (Le chant de la terre -2015 ) ou Alexeï Ratmansky (Seven Sonatas- 2016).
Agnès Letestu est directrice artistique et pédagogique de l'École Supérieure Chorégraphique (ACTS) de Paris conjointement avec Pasqualina Noël.

## Filmographie
Ballets de l'Opéra de Paris
- La Symphonie fantastique, avec Jean-Guillaume Bart, Kader Belarbi, Fanny Gaïda et les danseurs de l'Opéra de Paris
- La Bayadère, avec Isabelle Guérin, Elisabeth Platel, Laurent Hilaire et les danseurs de l'Opéra de Paris
- Le Fils prodigue, avec Jérémie Bélingard et les danseurs de l'Opéra de Paris
- Paquita, avec José Martinez, Karl Paquette, Isabelle Ciaravola et les danseurs de l'Opéra de Paris
- Joyaux, avec Marie-Agnès Gillot, Mathieu Ganio, Emmanuel Thibault et les danseurs de l'Opéra de Paris
- Le Lac des cygnes, avec José Martinez, Karl Paquette et les danseurs de l'Opéra de Paris
- Cendrillon, avec José Martinez, Laëtitia Pujol, Dorothée Gilbert et les danseurs de l'Opéra de Paris
- La Dame aux camélias, avec Stéphane Bullion, Dorothée Gilbert, José Martinez et les danseurs de l'Opéra de Paris

Divers
- Le Rêve d'Othello, chorégraphie de Larrio Ekson de Marlène Ionesco, 2000

Documentaires
- Agnès Letestu : Regards sur une étoile de Marlène Ionesco, 2005
- Agnès Letestu, une étoile à la sensibilité d'actrice de Jean-Marie David, 2006
- Agnès Letestu : L'Apogée d'une étoile de Marlène Ionesco, 2013 (Delange Productions)
- Backstage de Marlène Ionesco, 2016 (Delange Productions)

## Distinctions
Récompenses
Agnès Letestu remporte le prix du Concours Eurovision des jeunes danseurs (danse contemporaine) en 1989 et la médaille d'or du Concours international de ballet de Varna en 1990. L'année suivante, elle se voit décerner le Prix public de l'AROP ainsi que le prix du Cercle Carpeaux. En 2004, elle est récompensée par le prix Léonide Massine et, en 2007, par le prix Benois de la danse pour son interprétation dans les Mirages de Serge Lifar.
Décorations
- Commandeur de l'ordre des Arts et des Lettres Elle est promue au grade de commandeur le 23 mars 2017[9].
- Officier de l'ordre national du Mérite Elle est faite chevalier le 14 novembre 2006 pour ses 19 ans d'activités artistiques[10], puis est promue officier le 13 mai 2016[11].
- Chevalier de la Légion d'honneur Elle est faite chevalier le 10 avril 2009 pour ses 22 ans d'activités artistiques[12].